# Cuartel Moncada
La Ciudad Escolar 26 de Julio (antes Cuartel Moncada) es un edificio docente, antiguo cuartel militar, ubicado en el Distrito 26 de Julio de Santiago de Cuba (en Cuba). El cuartel Moncada adquirió relevancia histórica el 26 de julio de 1953 cuando un grupo de 135 guerrilleros antibatistianos (opositores a la dictadura de Fulgencio Batista) divididos en tres columnas comandadas por Fidel Castro, Abel Santamaría, y Léster Rodríguez realizan el asalto al mismo. Este acto, que resultó fallido, fue el comienzo de la lucha que acabaría el 1 de enero de 1959 entrando triunfante en la ciudad de Santiago de Cuba y dando comienzo a la Revolución cubana.
El 9 de enero de 1960, un año después del triunfo de la Revolución, empiezan las obras de demolición de los muros del acuartelamiento militar con la finalidad de convertirlo en un centro escolar. El 28 de enero de ese mismo año, Fidel Castro entrega al Ministerio de Educación de Cuba las instalaciones cuartelarías para que sean dedicadas a escuela. De esta forma, se funda el Centro Escolar 26 de julio.

## Historia del cuartel
La falta de locales adecuados para el encierro de los presidiarios en la ciudad de Santiago de Cuba a finales del siglo XIX hace evidente la necesidad de la construcción de unas nuevas instalaciones carcelarias. También era necesario la construcción de algún acuartelamiento para el cobijo de las tropas. El 6 de mayo de 1854 se hace cargo del Gobierno Civil y de la Comandancia General del Departamento Oriental de la Isla de Cuba el Mariscal de campo Carlos Vargas-Machuca, conocido con el sobrenombre de «El constructor» por la gran cantidad de edificaciones y obras que realizó en sus 6 años de mandato. En 1859, bajo la dirección de Manuel Ciria, marqués de Villaitre, comienzan las obras del denominado Cuartel del Nuevo Presidio.
La edificación, situada a las afueras de la ciudad en su lado este, cerca del cementerio y al lado del solar en el que se ubicaría el hospital militar ''Príncipe Alfonso'', estaba diseñada para albergar a 1001 soldados y 202 presos. Se construyó un sencillo y robusto edificio de una sola planta con sótano. De forma cuadrangular, medía 180 metros de frente y 77 de fondo. Los lados del cuadrángulo estaban ocupados por edificaciones con galerías interiores abiertas a vastos patios. En estas instalaciones se alojaban, además de la fuerza militar, 200 presos con la escolta y empleados necesarios para su mantenimiento. La entrada principal se ubicaba al oeste, y mantenía otra entrada al este. 
El cuartel recibió el nombre de Reina Mercedes durante el tiempo de la Guerra de los Diez Años, y albergó a la caballería española que, en aquel tiempo, combatía contra los independentistas cubanos. Junto al cuartel se realizó la construcción del Hospital Militar Príncipe Alfonso, según planos del ingeniero Manuel Soriano. Este quedó finalizado en 1878. El hospital tenía capacidad para 300 camas y su entrada principal se abría bajo un amplio pórtico sostenido por 8 columnas. La capilla fue inaugurada en 1861 por Carlos Vargas.

### Durante la guerra de independencia
El cuartel «Reina Mercedes» desempeñó un importante papel en la defensa de la ciudad de Santiago de Cuba en los combates que se libraron en los diferentes periodos bélicos que dieron lugar a la independencia de la isla de España. Fue acuartelamiento de infantería y luego sirvió de sanatorio de soldados.
Durante la Guerra de los Diez Años se aumentaron las defensas del acuartelamiento. En ese tiempo se construyó el torreón de palomas mensajeras, llamado «El palomar» y que sirvió también como torre de vigía, desde el que se observa toda la bahía de Santiago y la sierra. Desde este torreón se emitían todas las informaciones de los movimientos de naves en el puerto. En 1878 se acabaron los trabajos de renovación del cuartel junto con el hospital adosado. El 2 de enero de 1894 ingresó en prisión en el cuartel Reina Mercedes el general Guillermón Moncada donde estuvo por seis meses, junto con otros compañeros de armas.
En 1898 el ejército de Estados Unidos tomó la ciudad de Santiago y con ella el cuartel Reina Mercedes y el hospital militar Príncipe Alfonso, izando en ellos, por primera vez oficialmente, la bandera estadounidense en la isla. El cuartel y el hospital quedaron bajo jurisdicción estadounidense hasta el 31 de julio de 1902, que fue entregado al general cubano Saturnino Lora. El 18 de agosto de ese año, el cuartel Reina Mercedes se convertía en sede de la Guardia Rural de la provincia de Oriente bajo el mando de Lora. La Guardia Rural sería ratificada por el gobierno de Tomás Estrada Palma el 18 de octubre de ese mismo año. 
Lara fue sustituido por Juan Vaillant y López del Castillo el 2 de febrero de 1909. El 21 de enero de ese año se inauguraba la caseta de telégrafo que, construida por la empresa estadounidense Hempel, se ubicaba al lado del Hospital Civil.

### Cambio de nombre
El 24 de abril de 1909, por medio de la orden especial número 56, se declaró que el acuartelamiento se denominaría, con efecto a partir del 20 de mayo, Cuartel Moncada, como homenaje a la memoria del mayor general del Ejército Libertador, Guillermo Moncada, que permaneció por algún tiempo recluido en los calabozos de dicho cuartel, por causas motivadas por las luchas por la independencia de Cuba.
El 7 de julio de 1909 el general Monteagudo se hizo cargo del cuartel y de las tropas. Creó el Tercio Táctico de la Guardia Rural. Hizo diversas reformas en el acuartelamiento y, como agradecimiento, se colocó un busto del general en un lugar preferente. El busto se mantuvo en ese mismo lugar hasta el triunfo de la Revolución, momento en que fue sustituido por otro del general Antonio Maceo.

### Insurrecciones y represión
Algunos de los alzados en armas contra el gobierno de Tomás Estrada Palma en 1910 fueron encarcelados en el Moncada, como es el caso del general Vicente Miniet. El Moncada sirvió de centro de operaciones en las acciones emprendidas en la llamada Guerra de los Negros, alzamiento realizado por el Partido Independiente de Color en mayo de 1912. El alzamiento fue brutalmente reprimido y pasó a la historia como la matanza de Mícara. La mayoría de los apresados en estas operaciones de la Guerra de los Negros fueron encarcelados en el Moncada, entre ellos los dirigentes insurrectos Evaristo Estenoz, Pedro Ivonet y Eugenio Lacoste.
En 1916 se producen los hechos conocidos como el golpe por parte del Partido Liberal en respuesta al cambiazo electoral realizado por los conservadores. El golpe tuvo su inicio en el cuartel Moncada. El 12 de febrero del año siguiente la guarnición del Moncada se subleva posicionándose de parte de José Miguel Gómez. Estos hechos fueron conocidos como la insurrección de La Chambelona, al celebrar los liberales la misma al son del canto La Chambelona. Este levantamiento se sofocó con la intervención de tropas de los Estados Unidos.
El Tercio Táctico tenía su base en el cuartel Moncada y fue una de las principales fuerzas represoras de la zona de oriente cubano. Dotados de caballos tejanos, herederos de los que dejó el ejército de EE. UU., realizaban cargas machete en mano contra los manifestantes, como la realizada contra los estudiantes en noviembre de 1930 en la alameda Michaelsen de Santiago de Cuba o la efectuada el 9 de junio de 1931 contra los obreros sin trabajo.
En 1933 los líderes de Joven Cuba planearon la toma de los cuarteles Moncada y San Luis (entre otros), pero los planes se desbarataron al ser ocupado el aeropuerto de Santiago de donde iba despegar un avión con intención de atacar desde el aire el acuartelamiento.

### El incendio y la renovación
El 11 de diciembre de 1937 un incendio destruyó una importante parte de las edificaciones que componían el cuartel. Se insinuó que el fuego podría haber sido provocado, bien para tener disculpa de la reconstrucción de cuartel con unas instalaciones más modernas o bien para destruir pruebas documentales referentes al mal uso de los fondos públicos destinados al acuartelamiento.
El 4 de septiembre de 1938 se inauguran las nuevas instalaciones cuartelarías. Estas están formadas por un edificio único en forma de peine que corría de norte a sur. Perpendiculares al bloque se añaden seis cuerpos secundarios que dan a sendos patios abiertos. En el edificio principal, en un segundo nivel, se abre una terraza que da sobre el polígono de formaciones. A esta terraza se accede mediante seis escaleras que suben a los dormitorios de soldados.
En el extremo norte se construyó un salón de actos que funcionaba como cine y teatro, y al otro extremo, separado por un pequeño patio, estaba el club de oficiales.
El proyecto fue realizado por la dirección técnica de la Sección de Ingeniería del Estado Mayor del Ejército. El acuartelamiento tenía una capacidad para albergar a 2000 hombres y contaba con los siguientes servicios:
- Jefatura del Regimiento.
- Cuerpo de guardia.
- Sala de Justicia.
- Dormitorios.
- Botiquín.
- Panadería.
- Departamento comercial.
- Sastrería.
- Caballerizas.

Las calles interiores estaban debidamente pavimentadas y tenía instalación de agua potable y saneamientos. Todas las instalaciones estaban rodeadas por un muro ornamental diseñado con aspilleras y contaba con torres en sus vértices. En el eje central se levantaba la entrada principal a la que se accedía mediante un pórtico monumental. En cada lado y al fondo había sendas entradas secundarias dotadas de garitas de vigilancia.
El Jefe del Regimiento residía en una casa adosada al lado izquierdo. Al lado derecho se construyeron casas de madera para los alistados.
Frente al cuartel se construyó el hospital militar Joaquín Castrillo Duany que se venía a convertir en una extensión de la fortaleza. Este edificio sanitario era de hormigón y ladrillo y constaba de dos plantas. En el primer piso se ubicó la Jefatura del regimiento N.º 1 Maceo, a su lado se hallaba un busto de Guillermo Moncada y en la parte interior, y frente al polígono estuvo hasta el triunfo revolucionario, otro de Antonio Maceo. En este mismo lugar tenía su sede el Servicio de Inteligencia Militar.
Las tropas del Moncada se vieron implicadas en los diferentes levantamientos militares que se produjeron a mediados del siglo XX en Cuba, antes del triunfo revolucionario.

### El asalto al cuartel Moncada
El 26 de julio de 1953 un grupo de jóvenes asaltan la fortaleza, al mismo tiempo que el cuartel Carlos Manuel Céspedes de Bayamo. Este grupo era comandado por Fidel Castro. El propio Castro expondría en su alegato de defensa en el juicio por los hechos del ataque al Moncada conocido como La historia me absolverá los pormenores de la operación.
Un grupo guerrillero formado por 25 hombres y comandado por Abel Santamaría tomó el Hospital Civil "Saturnino Lora". Otro grupo bajo las órdenes de Léster Rodríguez ocupó el Palacio de Justicia, y Fidel Castro junto con su grupo atacó el Cuartel Moncada.
El ataque al cuartel se produjo por la posta N.º 3, alrededor de las 5:15 a. m.. Una vanguardia de 8 hombres abrían el ataque mientras que detrás de ellos iba un subgrupo de 45 hombres, en el cual se hallaba Fidel, armado mayoritariamente con armas cortas y escopetas. El auto de Ernesto Tizol se extravió por la ciudad al equivocarse en un cruce de calles, y otros autos lo siguieron. Otro auto se averió. Frente a la posta N.º 3 los asaltantes se encuentran con una patrulla de guardia inesperada, y el enfrentamiento con ella da tiempo a que se organice la defensa del cuartel. Aun así el enfrentamiento fue rudo, con pocas bajas por ambos lados.
Fidel relata que las pérdidas en la lucha no fueron significativas y las bajas en el bando atacante fueron debidas, principalmente, a la crueldad y la inhumanidad del ejército una vez que el enfrentamiento había cesado. El testimonio de Fidel Castro dice:

El cuartel Moncada se convirtió en un taller de tortura y de muerte, y unos hombres indignos convirtieron el uniforme militar en delantales de carniceros. Los muros se salpicaron de sangre: en las paredes las balas quedaron incrustadas con fragmentos de piel, sesos y cabellos humanos, chamuscados por el disparo a boca de jarro, y el césped se cubrió de oscura y pegajosa sangre.

...yo sé que sienten con repugnancia el olor de sangre homicida que impregna hasta la última piedra del cuartel Moncada.

### Después del asalto
El miedo se apoderó de los soldados acuartelados en el Moncada después del ataque del 26 de julio de 1953. Se sellaron mediante raíles y sacos de arena las entradas al acuartelamiento, que se protegieron con nidos de ametralladora, con excepción de la posta norte. Se amplió el muro de circunscripción del cuartel que se convirtió en un triángulo que incluía la casa del general en su interior. Se emplazaron armas pesadas en la propia fortaleza y sus alrededores.
El ataque al Moncada fue percibido por los habitantes de Santiago de Cuba con sorpresa y equívoco. Muchos pensaron que se trataba de cohetes o fuegos de artificio e incluso algunos ciudadanos se acercaron a las instalaciones cuartelarias con curiosidad. El fuego de las ametralladoras fue el elemento que situó los acontecimientos en su justa medida. Se creyó también que podría tratarse de un ataque del militar Eleuterio Pedraza como respuesta a la frustración del golpe que encabezó contra Batista en 1941 y que este había frustrado.
Fue a partir de las 11:00, con los servicios de comunicación ya restablecidos, cuando se difundió la noticia de que el ataque al Moncada estaba encabezado por Fidel Castro. Junto a la misma se sabía del gran número de bajas por parte de los asaltantes. Algunos de los huidos del ataque encontraron refugio entre la población civil, pero otros (entre ellos el propio Fidel Castro) huyeron a las lomas cercanas a la zona de la Gran Piedra. Hubo una intensa campaña liderada por el arzobispo de Santiago de Cuba, Enrique Pérez Serantes, que fue garante de la vida de Castro. Fidel Castro y unos pocos de sus seguidores, fueron apresados mientras dormían en un bohío de la finca Las Delicias, cerca de Santiago de Cuba, por el teniente Pedro Sarría y su tropa.

### La Revolución toma el Moncada
El 8 de enero de 1959, las columnas guerrilleras entran en la capital de Cuba haciendo que el hasta entonces presidente del país abandone este. En Santiago de Cuba el ejército intenta impedir la entrada de las tropas revolucionarias. Raúl Castro toma por sorpresa el cuartel Moncada e insta a rendirse a la tropa. El coronel Rego Rubido, jefe del Regimiento N.º 1 Maceo, presenta su rendición incondicional a Fidel Castro en Alto del Escandel. El cuartel Moncada y la ciudad de Santiago de Cuba quedan en manos de los guerrilleros. La tropa es desarmada y sus responsables arrestados.

### Ciudad escolar 26 de julio

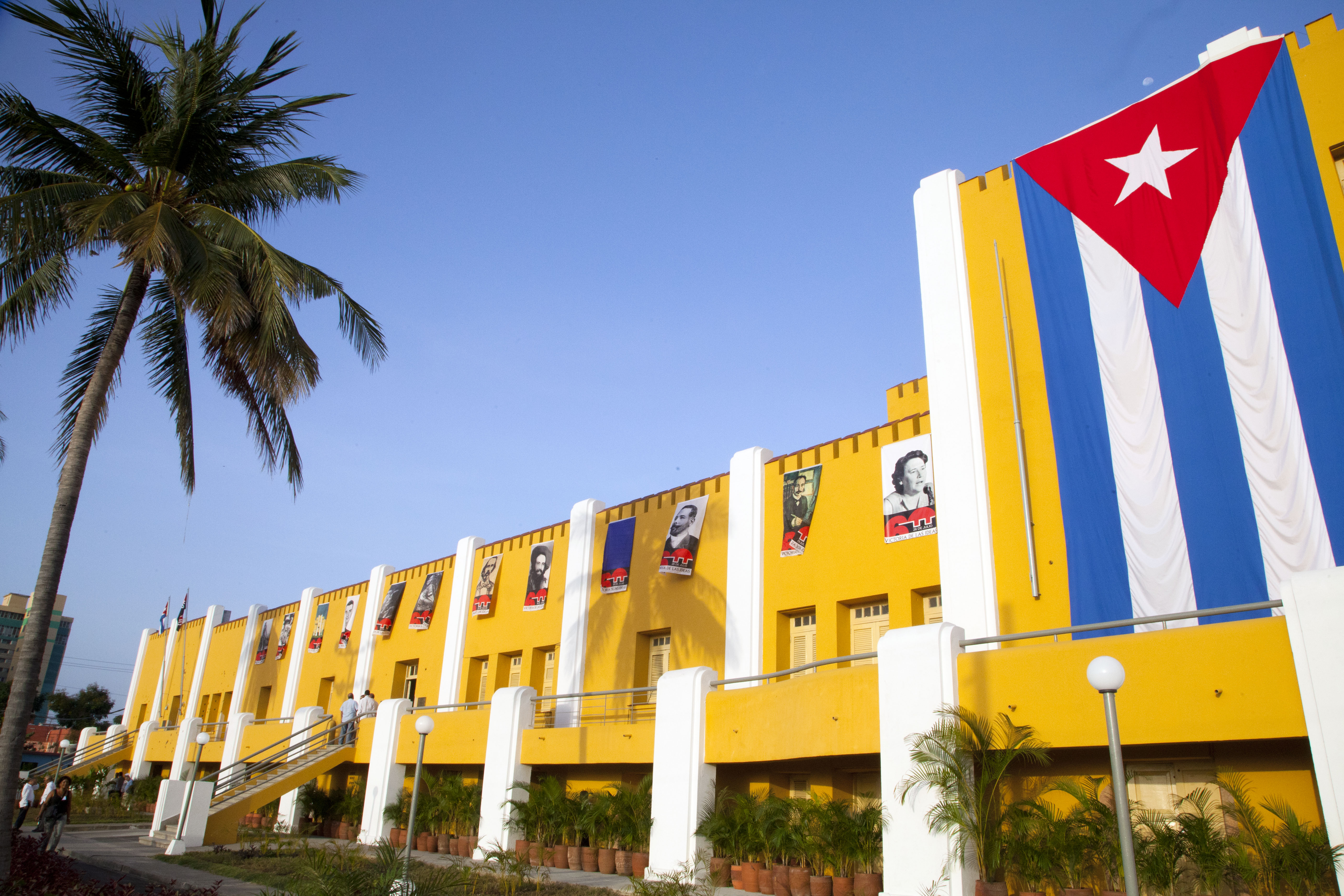

Un año después de que el cuartel pasara a manos de los revolucionarios, el 9 de enero de 1960, Fidel Castro, acompañado de René Vallejo y Luis Crespo, subidos los tres en un tractor, comienzan a derruir las murallas de las instalaciones militares para hacer entrega de las mismas, el 28 de enero de ese mismo año, al Ministerio de Educación una vez convertido el Moncada en un centro escolar con capacidad de 2.000 alumnos. Ese mismo año Camilo Cienfuegos haría lo propio en el Campamento Militar de Columbia, sede del Estado Mayor General del Ejército a lo largo de años, y centro de mando del gobierno de Batista, para convertirlo en escuela, que toma el nombre de "Ciudad Escolar Libertad" en el municipio de Marianao (La Habana).
Estos actos estaban llenos de simbolismo y querían mostrar el propósito de la Revolución Cubana de que la fortaleza del pueblo reside en la educación. Fidel Castro, en el discurso que pronunció en el acto de entrega de las instalaciones al Ministerio de Educación, dijo: 

Y la historia demostrará que si al fin y al cabo las fortalezas llenas de aspilleras y soldados sucumbieron ante el empuje de nuestro pueblo, la lucha por una causa justa, en cambio nuestras aulas, representantes del pensamiento y la cultura, jamás caerán bajo la fuerza de quien nos las quiera quitar para convertirlas en cuarteles, a fin de defender los privilegios porque esas escuelas las defenderá con trincheras de ideas y trincheras de piedra.

## Ciudad escolar 26 de julio

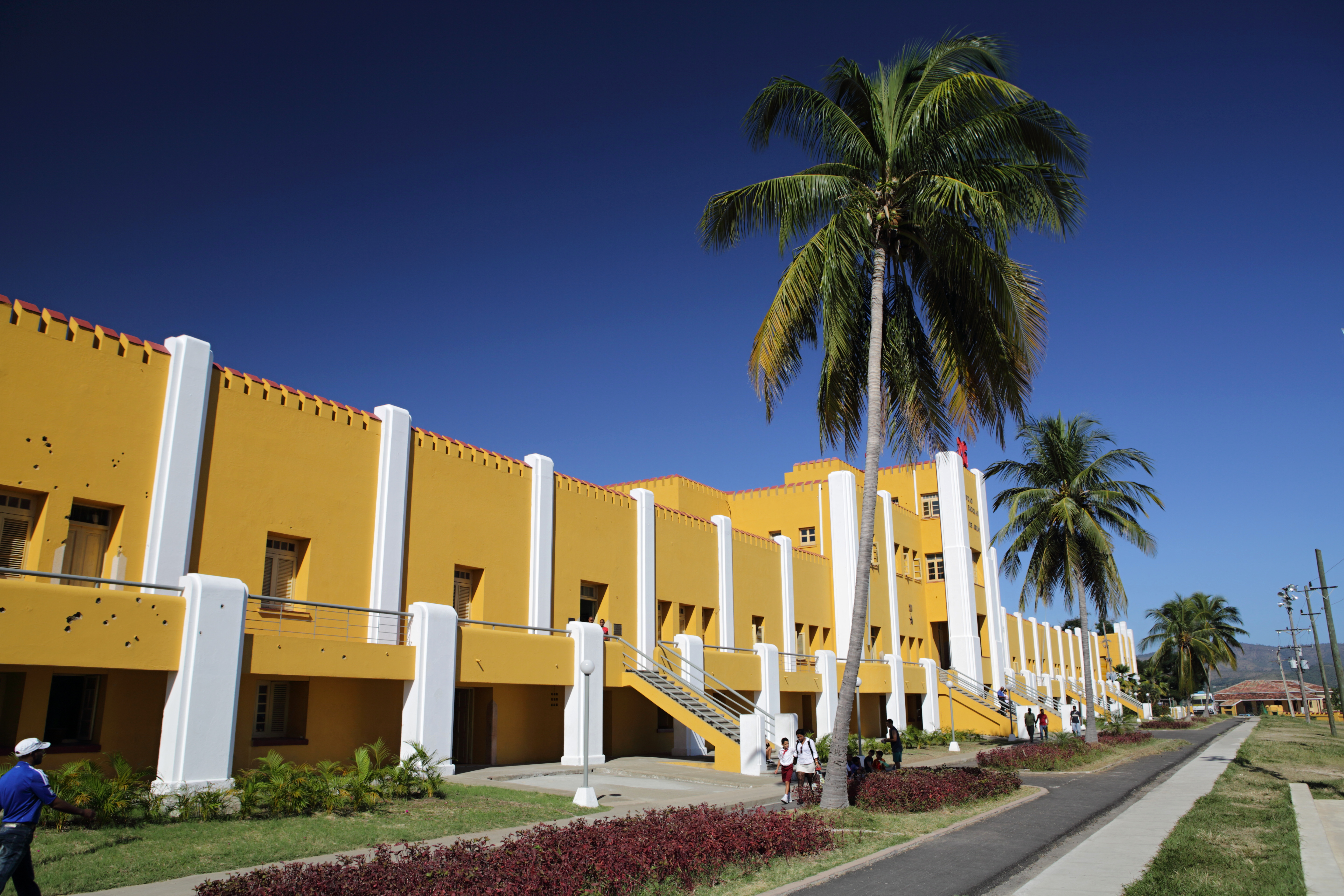

El Moncada, convertido ya en centro escolar, ha venido funcionando desde entonces como un centro escolar de primaria. Posee la mayor matrícula de la provincia Oriental con más de 1.600 alumnos, que se reparten en clases de no más de 20 estudiantes por aula. La plantilla de docentes es de 245. Los resultados obtenidos por sus alumnos, contrastado en diversos concursos nacionales e internacionales, son óptimos.
Las instalaciones, dotadas de todo el material necesario para el desarrollo de los programas educativos, poseen 80 aulas y un centro médico. Los alumnos están en régimen de semiinternado comiendo y merendando en el centro.
Dentro del centro escolar se ha ubicado, en la Posta N.º 3 -lugar donde se produjo el ataque el 26 de julio de 1953-el Museo de Historia 26 de Julio, formado por ocho salas, y cuya primera sala está dedicada a la historia de la construcción de la fortaleza hasta su conversión en centro educativo.
En 1974 se reconstruyeron las murallas del cuartel al ser declarado Monumento Nacional de Cuba.